# Zakaria Melhaoui
Zakaria Melhaoui (arab. زكرياء الملحاوي ur. 18 lipca 1984 w Wadżdzie) – marokański piłkarz grający na pozycji prawego obrońcy. Reprezentant kraju.

## Kariera

### Kariera klubowa
Zakaria Melhaoui rozpoczynał karierę w klubie Mouloudia Wadżda w sezonie 2003/2004. 1 lipca 2010 roku został zawodnikiem Moghrebu Tètouan. Debiut zaliczył tam 26 sierpnia 2011 roku w meczu przeciwko FUSowi Rabat, który zakończył się bezbramkowym remisem. Pierwszą asystę zaliczył 6 kwietnia 2013 w meczu przeciwko OC Safi, przegranym przez jego drużynę 2:1. Jedyna bramka w tym zespole padła 14 kwietnia 2014 roku w meczu przeciwko MAS Fez, który zakończył się wynikiem 1:1. W sezonach 2011/2012 zdobył z tym klubem mistrzostwo kraju. Łącznie w tym klubie Zakaria Melhaoui zagrał w 34 meczach, strzelił 1 bramkę i zanotował 2 asysty. Kolejnym klubem w karierze zawodnika był Kawkab Marrakesz, do którego dołączył 7 lipca 2014 roku. Zadebiutował tam 24 sierpnia 2014 roku w meczu przeciwko Hassanii Agadir, wygranym przez jego zespół 4:0. Pierwszą (i jedyną) bramkę strzelił 19 września 2014 roku w meczu przeciwko KAC Kénitra, wygranym przez jego zespół 4:0. Łącznie w tym zespole rozegrał 5 spotkań i strzelił 1 bramkę. Od 1 grudnia 2014 do 11 stycznia 2015 roku pozostawał bez klubu, kiedy to został zawodnikiem Ittihadu Tanger. Debiut zaliczył tam 5 września 2015 roku w meczu przeciwko MAS Fez, który został wygrany przez jego zespół 1:0. Łącznie w tym zespole rozegrał 22 mecze, bez strzelenia bramki. 23 września 2017 roku ponownie został zawodnikiem Mouloudii Wadżda, zaś 1 lipca 2018 roku dołączył do MAS Fez. Nieznane są jego występy w tych klubach. 1 lipca 2019 roku zakończył karierę.

### Kariera reprezentacyjna
Zakaria Melhaoui wystąpił w dwóch meczach ojczystej reprezentacji pod egidą FIFA.

## Sukcesy
Mistrzostwo Maroka:
- 2 razy (sezony 2011/2012 oraz 2013/2014)[6]